# Azjatycki Puchar Challenge IIHF 2018/Top Dywizja
Turniej mężczyzn Azjatyckiego Pucharu Challenge IIHF 2018 Top Dywizji odbył się na Filipinach w Manilii. Zawody rozgrywane były w dniach 3–8 kwietnia.
W mistrzostwach top dywizji uczestniczyło 5 zespołów, które zostały przydzielone do jednej grupy. Rozgrywały mecze systemem każdy z każdym. Drużyna, która po rozegraniu wszystkich spotkań była pierwsza w tabeli została zwycięzcą turnieju. Najgorsza drużyna spadła do pierwszej dywizji, zastępując zwycięzcę turnieju pierwszej dywizji.
Wyniki
| 3 kwietnia 2018 | Singapur | 3:5 | Mongolia | SM Mall of Asia Ice Skating Rink, Manila |

| Szczegóły      | Szczegóły  | Szczegóły       | Szczegóły | Szczegóły                                                                                   |
| -------------- | ---------- | --------------- | --------- | ------------------------------------------------------------------------------------------- |
| Godzina: 13:00 |            | (1:1, 1:1, 1:2) |           | Widzów: 79 Sędzia główny: Volker Westhaus Sędziowie liniowi: Helan Salem Alameri Chi Hongda |
| Godzina: 13:00 | 26 min kar |                 | 8 min kar | Widzów: 79 Sędzia główny: Volker Westhaus Sędziowie liniowi: Helan Salem Alameri Chi Hongda |

| 3 kwietnia 2018 | Filipiny | 4:7 | Tajlandia | SM Mall of Asia Ice Skating Rink, Manila |

| Szczegóły      | Szczegóły  | Szczegóły       | Szczegóły  | Szczegóły                                                                                |
| -------------- | ---------- | --------------- | ---------- | ---------------------------------------------------------------------------------------- |
| Godzina: 16:30 |            | (2:1, 0:3, 2:3) |            | Widzów: 458 Sędzia główny: Władimir Jefremow Sędziowie liniowi: Martin Jobbagy Edmond NG |
| Godzina: 16:30 | 24 min kar |                 | 18 min kar | Widzów: 458 Sędzia główny: Władimir Jefremow Sędziowie liniowi: Martin Jobbagy Edmond NG |

| 4 kwietnia 2018 | Mongolia | 11:2 | Kuwejt | SM Mall of Asia Ice Skating Rink, Manila |

| Szczegóły      | Szczegóły  | Szczegóły       | Szczegóły  | Szczegóły                                                                            |
| -------------- | ---------- | --------------- | ---------- | ------------------------------------------------------------------------------------ |
| Godzina: 20:00 |            | (1:2, 5:0, 5:0) |            | Widzów: 48 Sędzia główny: Ryan Cairns Sędziowie liniowi: Huang Jen-hung Heru Wardana |
| Godzina: 20:00 | 14 min kar |                 | 18 min kar | Widzów: 48 Sędzia główny: Ryan Cairns Sędziowie liniowi: Huang Jen-hung Heru Wardana |

| 5 kwietnia 2018 | Tajlandia | 11:0 | Singapur | SM Mall of Asia Ice Skating Rink, Manila |

| Szczegóły      | Szczegóły | Szczegóły       | Szczegóły  | Szczegóły                                                                               |
| -------------- | --------- | --------------- | ---------- | --------------------------------------------------------------------------------------- |
| Godzina: 13:00 |           | (4:0, 4:0, 3:0) |            | Widzów: 87 Sędzia główny: Yong Chun Lim Sędziowie liniowi: Chi Hongda Edvardas Valickas |
| Godzina: 13:00 | 6 min kar |                 | 12 min kar | Widzów: 87 Sędzia główny: Yong Chun Lim Sędziowie liniowi: Chi Hongda Edvardas Valickas |

| 5 kwietnia 2018 | Kuwejt | 0:13 | Filipiny | SM Mall of Asia Ice Skating Rink, Manila |

| Szczegóły      | Szczegóły  | Szczegóły       | Szczegóły  | Szczegóły                                                                                        |
| -------------- | ---------- | --------------- | ---------- | ------------------------------------------------------------------------------------------------ |
| Godzina: 16:30 |            | (0:4, 0:6, 0:3) |            | Widzów: 467 Sędzia główny: Volker Westhaus Sędziowie liniowi: Helan Salem Alameri Huang Jen-hung |
| Godzina: 16:30 | 18 min kar |                 | 20 min kar | Widzów: 467 Sędzia główny: Volker Westhaus Sędziowie liniowi: Helan Salem Alameri Huang Jen-hung |

| 6 kwietnia 2018 | Filipiny | 6:5 | Mongolia | SM Mall of Asia Ice Skating Rink, Manila |

| Szczegóły      | Szczegóły  | Szczegóły       | Szczegóły  | Szczegóły                                                                          |
| -------------- | ---------- | --------------- | ---------- | ---------------------------------------------------------------------------------- |
| Godzina: 20:00 |            | (3:2, 2:1, 1:2) |            | Widzów: 423 Sędzia główny: Ryan Cairns Sędziowie liniowi: Martin Jobbagy Edmond NG |
| Godzina: 20:00 | 43 min kar |                 | 30 min kar | Widzów: 423 Sędzia główny: Ryan Cairns Sędziowie liniowi: Martin Jobbagy Edmond NG |

| 7 kwietnia 2018 | Mongolia | 5:1 | Tajlandia | SM Mall of Asia Ice Skating Rink, Manila |

| Szczegóły      | Szczegóły | Szczegóły       | Szczegóły  | Szczegóły                                                                                    |
| -------------- | --------- | --------------- | ---------- | -------------------------------------------------------------------------------------------- |
| Godzina: 13:00 |           | (1:0, 3:1, 1:0) |            | Widzów: 254 Sędzia główny: Yong Chun Lim Sędziowie liniowi: Helan Salem Alameri Heru Wardana |
| Godzina: 13:00 | 8 min kar |                 | 10 min kar | Widzów: 254 Sędzia główny: Yong Chun Lim Sędziowie liniowi: Helan Salem Alameri Heru Wardana |

| 7 kwietnia 2018 | Kuwejt | 2:3 pk. | Singapur | SM Mall of Asia Ice Skating Rink, Manila |

| Szczegóły      | Szczegóły | Szczegóły                 | Szczegóły  | Szczegóły                                                                                        |
| -------------- | --------- | ------------------------- | ---------- | ------------------------------------------------------------------------------------------------ |
| Godzina: 16:30 |           | (0:1, 1:1, 1:0, 0:0, 0:1) |            | Widzów: 125 Sędzia główny: Władimir Jefremow Sędziowie liniowi: Huang Jen-hung Edvardas Valickas |
| Godzina: 16:30 | 6 min kar |                           | 14 min kar | Widzów: 125 Sędzia główny: Władimir Jefremow Sędziowie liniowi: Huang Jen-hung Edvardas Valickas |

| 8 kwietnia 2018 | Tajlandia | 12:1 | Kuwejt | SM Mall of Asia Ice Skating Rink, Manila |

| Szczegóły      | Szczegóły | Szczegóły       | Szczegóły  | Szczegóły                                                                      |
| -------------- | --------- | --------------- | ---------- | ------------------------------------------------------------------------------ |
| Godzina: 20:00 |           | (2:0, 6:1, 4:0) |            | Widzów: 355 Sędzia główny: Ryan Cairns Sędziowie liniowi: Chi Hongda Edmond NG |
| Godzina: 20:00 | 4 min kar |                 | 12 min kar | Widzów: 355 Sędzia główny: Ryan Cairns Sędziowie liniowi: Chi Hongda Edmond NG |

| 8 kwietnia 2018 | Singapur | 0:15 | Filipiny | SM Mall of Asia Ice Skating Rink, Manila |

| Szczegóły      | Szczegóły | Szczegóły       | Szczegóły | Szczegóły                                                                                         |
| -------------- | --------- | --------------- | --------- | ------------------------------------------------------------------------------------------------- |
| Godzina: 13:00 |           | (0:5, 0:6, 0:4) |           | Widzów: 513 Sędzia główny: Yong Chun Lim Sędziowie liniowi: Helan Salem Alameri Edvardas Valickas |
| Godzina: 13:00 | 6 min kar |                 | 6 min kar | Widzów: 513 Sędzia główny: Yong Chun Lim Sędziowie liniowi: Helan Salem Alameri Edvardas Valickas |

Tabela
| Lp. | Zespół    | M | Z | Zd | Pd | P | G+ | G- | +/− | Pkt |
| --- | --------- | - | - | -- | -- | - | -- | -- | --- | --- |
| 1.  | Mongolia  | 4 | 3 | 0  | 0  | 1 | 26 | 12 | +14 | 9   |
| 2.  | Tajlandia | 4 | 3 | 0  | 0  | 1 | 31 | 10 | +21 | 9   |
| 3.  | Filipiny  | 4 | 3 | 0  | 0  | 1 | 38 | 12 | +26 | 9   |
| 4.  | Singapur  | 4 | 0 | 1  | 0  | 3 | 6  | 33 | –27 | 2   |
| 5.  | Kuwejt    | 4 | 0 | 0  | 1  | 3 | 5  | 39 | –34 | 1   |

    = tytuł mistrza     = spadek do I dywizji
Statystyki indywidualne
- Klasyfikacja strzelców:  John Steven Fuglister – 12 goli[1]
- Klasyfikacja asystentów:  John Steven Fuglister/ Hideki Nagayama – 8

asyst
- Klasyfikacja kanadyjska:  John Steven Fuglister – 20 punkty[3]
- Klasyfikacja skuteczności interwencji bramkarzy:  Paolo Spafford – 100,00%[4]

Nagrody indywidualne
Dyrektoriat turnieju wybrał trójkę najlepszych zawodników na każdej pozycji:
- Bramkarz:  Gianpietro Iseppi
- Obrońca:  Papan Thanakroekkiat
- Napastnik:  Masato Kitayama